# Psyllaephagus viridis
Psyllaephagus viridis är en stekelart som beskrevs av Prinsloo 1981. Psyllaephagus viridis ingår i släktet Psyllaephagus och familjen sköldlussteklar. Inga underarter finns listade i Catalogue of Life.